# 道の駅ゆすはら
道の駅ゆすはら（みちのえき ゆすはら）は、高知県高岡郡檮原町にある国道197号の道の駅である。

## 沿革
- 1993年（平成5年）4月22日 - 道の駅に登録される。
- 2015年（平成27年）1月30日 - 「セラピーロード2箇所認定、地域資源の有効活用を図り交流人口の拡大」を理由として、重点「道の駅」に選定される[1][2]。

## 施設
- 駐車場
  - 普通車：80台（周辺の公園などと合計350台）
  - 大型車：10台
  - 身障者用：5台
- トイレ
  - 男：17器
  - 女：16器
  - 身障者用：2器
- 公衆電話
- プール（10:00 - 21:00、火曜休み）
- レストラン（11:00 - 20:30）
- 温泉（10:00 - 21:00、ただし火曜は17:00 - 21:00）
- 売店（7:30 - 21:00）
- 雲の上ホテル（チェックイン：15:00、チェックアウト：10:00）
- ライダーズイン雲の上、2輪車ユーザー用の宿泊施設

## 休館日
- 年中無休

## アクセス
- 国道197号

## 周辺
- 太郎川公園
- 梼原町立歴史民俗資料館
- 維新の門
- 檮原町役場